# ЗИС-6 (орудие)
ЗИС-6 — танковое орудие повышенной мощности, создававшееся советскими конструкторами под руководством Василия Гавриловича Грабина для проектируемых танков КВ-3, КВ-4 и КВ-5, которые так и не пошли в серию.

## История создания

### Приезд маршала Кулика
В марте 1941 года на артиллерийский завод № 92 в Горьком приехал Маршал Советского Союза Григорий Кулик, поставив главному конструктору завода Василию Гавриловичу Грабину задачу срочного перевооружения танка КВ-1. Грабин был в восторге от того что понимание необходимости перевооружения танка КВ-1 мощной пушкой, наконец-то дошло до самых ярых противников перевооружения. Заручившись принципиальным согласием Грабина на создание новой мощной танковой пушки, маршал Советского Союза Кулик отбыл в Ленинград на Кировский завод.

### Телефонный разговор со Сталиным
Прошло некоторое время после отъезда Кулика в Ленинград, как туда же поехал и Грабин, но уже с другой целью. Ему нужно было прочитать участникам конференции в Ленинградском институте усовершенствования инженерно-технических работников лекцию о методах скоростного проектирования. Когда Василий Гаврилович находился в аудитории, где проходила конференция, его внезапно в ультимативной форме пригласили в Смольный, не назвав, однако, персоны того, кто ему звонит. Как только он переступил порог кабинета секретаря обкома, ему протянули телефонную трубку. Грабин сразу узнал голос Поскрёбышева, который предупредил, что с ним будет говорить Сталин. У Грабина состоялся следующий телефонный разговор со Сталиным:

Сталин: Здравствуйте, товарищ Грабин. Я хочу с вами посоветоваться. Есть мнения, что тяжёлый танк вооружен маломощной пушкой, не отвечающей задачам тяжёлого танка. В настоящее время рассматривается вопрос о перевооружении его: вместо 76-миллиметровой пушки предлагается поставить мощную 107-миллиметровую, Хотелось бы знать вашу точку зрения по этому вопросу. Возможно, вам трудно будет оценить это предложение, так как тяжёлый танк вооружен вашей 76-миллиметровой пушкой.
 
 

Грабин: Когда нашему конструкторскому бюро ГАУ выдало тактико-технические требования на 76-миллиметровую пушку для тяжёлого танка, мы тщательно изучили вопросы, связанные с танками и их вооружением, и пришли к выводу, что 76-миллиметровая пушка для тяжёлого танка неперспективна и не отвечает требованиям даже сегодняшнего дня. Мы считали, что тяжёлый танк следует вооружить более мощной пушкой, снаряд которой пробивал бы броню, равную по мощности броне своего танка, с дистанции в тысячу метров. Своё мнение высказали руководству ГАУ и АБТУ, но с нами никто не согласился.
 
 

Сталин: Значит, у вас давно сложилось мнение о недостаточной мощности 76-миллиметровой пушки для тяжёлого танка?
 
 

Грабин: Да, товарищ Сталин.
 
 

Сталин: Вы уверены, что 107-миллиметровую пушку можно поставить в тяжёлый танк?
 
 

Грабин: Да, товарищ Сталин, я глубоко убежден, что 107-миллиметровую пушку можно поставить в тяжёлый танк. Если я правильно вас понял, эта пушка по своей мощности должна быть выше 107-миллиметровой модернизированной?
 
 

Сталин: Вы правильно меня поняли. То, что вы уже имеете опыт по установке 107-миллиметровой пушки в тяжёлый танк — прекрасно. Значит, мощную 107-миллиметровую пушку мы установили в тяжёлый танк?
 
 

Грабин: Да, товарищ Сталин.
 
 

Сталин: Это очень важно, товарищ Грабин. До тех пор пока мы не вооружим тяжёлый танк такой пушкой, чувствовать себя спокойно мы не можем. Задачу нужно решать как можно быстрее. Этого требует международная обстановка. Скажите, не смогли бы вы быть завтра в Москве? Вы нам здесь очень нужны.

### Создание опытного образца и его испытания
После этого телефонного разговора, Грабин получил всяческую поддержку от руководства означенных организаций. В итоге, вместо заявленных 45 дней, опытный образец пушки был создан и испытан за 38 дней: Испытания стрельбой и возкой ЗИС-6 продолжались, тем временем технологический процесс перешёл в стадию освоения производством, а некоторые детали можно было уже выпускать в серии. Иными словами, речь шла о запуске в валовое производство орудия, которое не только не принято на вооружение армии решением правительства, но и не побывало на полигоне заказчика. Но, с другой стороны, дожидаться испытаний пушки на полигоне ГАУ — означало прервать успешный и очень важный эксперимент, перечеркнуть в некотором роде результаты большой напряженной работы всего коллектива завода по комплексному созданию новой пушки и освоению её в массовом производстве. Это был последний рискованный шаг. В конце апреля 1941 года прошли испытания 107-мм баллистического ствола пушки ЗИС-6. Мощность пушки была велика, и в качестве полигонного лафета пришлось использовать лафет от 152-мм гаубицы-пушки МЛ-20. В начале мая 1941 года опытный образец пушки ЗИС-6 был установлен в башню танка КВ-2. 14 мая 1941 года был сделан первый выстрел.
Грабин упоминал о существовании уже испытанного орудия Ф-42, однако в разговоре Сталин и Грабин пришли к согласию, что данное орудие слишком громоздко, и следует разработать новый, более компактный образец.

## Конструктивные особенности
ЗИС-6 широко использовала имеющиеся наработки. Как и уже производящаяся 107-мм дивизионная пушка M-60, ЗИС-6 имела раздельно-гильзовое заряжание, но мощность метательного заряда была повышена. В боекомплект входят два типа снарядов: бронебойный остроголовый БР-420 и осколочно-фугасный ОФ-420. Бронебойный снаряд имел дульную скорость 830 м/с, массу 16,55 кг и бронепробиваемость в районе 190 — 230 мм по советской методике измерения. Она поражала любой танк своего времени с 1000 метров и более. ЗИС-6  являлась модификацией 107-миллиметровой танковой пушки Ф-42,  адаптированной под танк. От неё были взяты многие части конструкции.

## Завершение проекта
Опытные образцы для испытаний устанавливались на доработанный танк КВ-2. Работа шла опережающими темпами, поэтому производство было налажено ещё до испытаний в ГАУ. Но требуемый танк, по неясным Грабину причинам, создан не был и опытные пушки пошли, как лом, в переплавку, что было особенно неприятно из-за тяжёлого положения с оружием на фронте. Как результат, польза от работ над ЗИС-6 ограничилась приобретённым опытом быстрой разработки и постановки в производство, впрочем, оказавшимся ценным впоследствии, при спешных работах по другим орудиям в военное время.
Впрочем, М. Н. Свирин приводит несколько иную информацию о количестве выпущенных орудий:

Серийное производство пушек ЗИС-6 началось 1 июля и по отчету завода № 92 «в июле — августе 1941 года изготовлено пять серийных орудий ЗИС-6, после чего их производство прекращено из-за неготовности тяжёлого танка». Все высказывания, что в 1941 году выпущено несколько сотен ЗИС-6, документально не подтверждаются.